# Ponte San Nicolò
Ponte San Nicolò (abbrev. Ponte in veneto) è un comune italiano di 13 181 abitanti della provincia di Padova in Veneto.
Il paese sorge sul confine sud-est del comune di Padova. Si sviluppa attorno alla Strada statale 516 Piovese ed è attraversato dal canale Roncajette, un tratto del fiume Bacchiglione.
Negli ultimi decenni è stato oggetto di una sensibile crescita demografica, limitata però rispetto ai piani urbanistici degli anni '80, in quanto la popolazione è sempre rimasta al di sotto dei 15.000 abitanti.

## Storia
Le notizie storiche sul paese, probabilmente già abitato al tempo dei Romani, si datano attorno all'anno mille. Nel 918 è menzionato il borgo di Roncajette, chiamata all'epoca Roncaliutari, ovvero luogo di rovi da estirpare con la roncola. In quel periodo nella zona lungo la riva destra del fiume Retrone (antico nome del fiume Roncajette) sorgeva una vasta selva chiamata "Ponteglese", mentre nel 1130 si nomina l'esistenza della cappella di San Fidenzio di Roncajette. Qui, tra l'attuale frazione e il capoluogo, sorgevano mulini natanti e un porto fluviale dove attraccavano barche cariche di sale, lino e vasellame in terracotta. Nel 1130 fu edificata una prima cappella dedicata a San Nicolò, protettore dei naviganti, situata sull'altra sponda del fiume dove sorge oggi la chiesa omonima. L'insediamento abitativo era collegato da un ponte in legno di rovere, che venne riedificato in pietra a tre arcate (oggi ricordate nello stemma comunale) nel 1228.
Il "comune et homines Pontis Sancti Nicolai", alle dipendenze dei canonici della cattedrale di Padova, è ricordato in scritti del 1277. Presso il ponte di pietra si accamparono le armate di Cangrande della Scala (1317-1318), impegnate nell'assedio di Padova. Il ponte fu percorso da migliaia di profughi in fuga dal capoluogo durante le incursioni della Serenissima (1372-1373); venne inoltre distrutto durante l'assedio dell'imperatore Massimiliano d'Asburgo (1509).
Il paese fu colpito nel corso dei secoli da numerose inondazioni, dovute anche dalla presenza dei mulini; in particolare si ricordano quelle del 1882, del 1907, del 1966 e del 2010. Dopo la piena del 1907 il ponte in pietra fu abbattuto e, al suo posto, venne inaugurato nel 1913 l'attuale ponte in metallo.

### Simboli
Lo stemma e il gonfalone sono stati concessi con decreto del presidente della Repubblica del 14 marzo 1955.
Il gonfalone in uso al comune è un drappo di rosso con la fascia di giallo, in conformità con la descrizione presente nel decreto di concessione anche se nel bozzetto che lo accompagna appare dipinto interamente di rosso.

## Monumenti e luoghi d'interesse

### Architetture religiose
- La chiesa di San Nicola, fu edificata nel 1898, in stile gotico-lombardo; il campanile fu costruito tra il 1946 e il 1950[12].La chiesa parrocchiale di San Nicola.

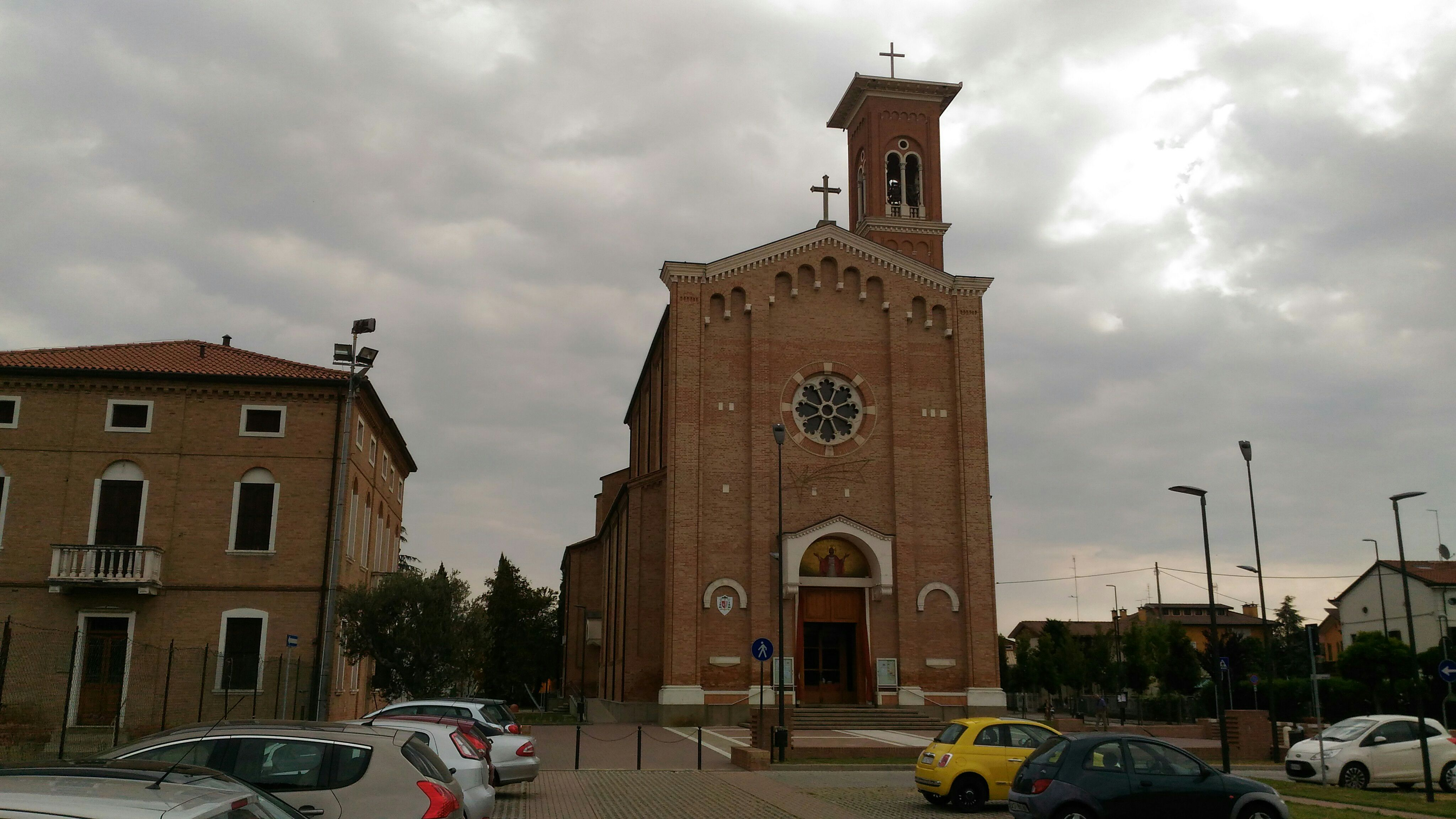
La chiesa parrocchiale di San Nicola.

- L'antica chiesa parrocchiale di San Nicolò, intitolata alla Vergine e poi al Santissimo Crocifisso. Costruita come semplice cappella nel 1291 sulla riva destra del fiume (oggi, dopo la rettifica del canale, si trova sulla riva sinistra), venne affidata in giuspatronato alla nobile famiglia padovana dei Capodivacca e, dal 1579, ai conti di Collalto. Nel corso del XVII secolo, la chiesa venne ampliata con la costruzione di un transetto e di una nuova sagresita. Nel 1753, fece visita alla chiesa ed al paese il cardinale Carlo Rezzonico, all'ora vescovo di Padova, futuro papa Clemente XIII. Nel 1949, l'ampliamento seicentesco venne demolito e il materiale ricavato verrà utilizzato per la costruzione del campanile della nuova parrocchiale. Ad oggi la chiesa versa in pessime condizioni, con il soffitto pericolante. In paese è però nato l'interesse per il monumento che ha portato alla creazione del gruppo Amici della chiesetta.
- La chiesa parrocchiale di San Fidenzio di Roncajette. Situata nella frazione omonima, viene menzionata per la prima volta in un documento del 1130. Essa ha configurazione settecentesca. Vi si trova un interessante polittico del XIV secolo con Madonna e Santi in dieci comparti, distribuiti su due registri, di un pittore conosciuto come Maestro di Roncaiette.
- La chiesa parrocchiale di San Basilio di Roncaglia, menzionata in un documento del 1171.
- La chiesa di Sant'Antonio abate e San Carlo Borromeo, parrocchiale di Rio.

### Architetture civili
- La villa dei conti Da Rio, a Roncajette. Costruita dalla nobile famiglia, originaria della frazione omonima, è un'elegante villa seicentesca, probabilmente costruita su un preesistente edificio. Ad essa è annessa una piccola cappella tuttora consacrata. La storia della famiglia è molto legata a quella del comune tanto che è probabile che le due stelle a sei punte e il giglio presenti nello stemma comunale, siano un riferimento allo stemma nobiliare della famiglia.
- Casa Nardo, nel capoluogo, è risalente al cinquecento, rendendola l'edificio civile più antico del Comune. Recentemente restaurata, si trova vicino all'antica parrocchiale.
- Ex edificio del Magistrato delle acque, oggi sede della sezione comunale della Protezione civile. Sorge sulla riva sinistra del canale, a poca distanza dal ponte.
- Villa Crescente, a Roncaglia. Fu costruita da Cesare Crescente, sindaco di Ponte San Nicolò e, successivamente, di Padova. La struttura, molto particolare, la rende simile ad un castello con tanto di finta torretta. Dopo un periodo d'abbandono, nella villa sono cominciati i lavori di restauro che la porteranno ad essere la nuova sede della biblioteca comunale.
- L'ex laboratorio analisi delle sementi, oggi edificio privato, rappresenta l'unica testimonianza dell'epoca fascista nel comune assieme all'ex Casa del Fascio, oggi edificio abbandonato. Costruito negli anni trenta, si presenta come un imponente edificio sulla strada statale. All'esterno decorato con mattoni rossi a vista, la facciata è arricchita da una scalinata che porta a tre maestosi ingressi, separati da due alte colonne decorate con rilievi rappresentanti scene bucoliche. Esso sorge a poca distanza dalla sede della protezione civile e dal Municipio cittadino.
- L'ampliamento del Cimitero di Roncaglia-Rio, progettato dall'arch. Claudio Aldegheri - Studio Aldegheri Xquadra e realizzato nel 2003, è stato inserito nel Censimento delle architetture italiane contemporanee del Ministero della Cultura[13]. Le sette statue in acciaio all'ingresso del cimitero, chiamate Guardiani della Dormiente[14], sono opera dello scultore Antonio Ievolella.

## Società

### Evoluzione demografica
Abitanti censiti

- Dati aggiornati mensilmente: http://www.comune.pontesannicolo.pd.it/quantisiamo.asp

## Geografia antropica
Il comune di Ponte San Nicolò si divide in quattro frazioni: il Capoluogo di Ponte San Nicolò, Rio, Roncaglia, Roncajette.
Sono invece cinque le parrocchie: Ponte San Nicolò capoluogo, Roncaglia, Rio, Roncajette e San Leopoldo. Proprio San Leopoldo, quartiere nato negli anni ottanta, è considerata ormai, seppur in maniera informale, una frazione a tutti gli effetti.

## Infrastrutture e trasporti
Ponte San Nicolò è collegato al capoluogo della provincia (Padova) tramite le linee urbane 14 e 16 di Busitalia Veneto.
Dal 1890 al 1954 il paese fu attraversato dalla Tranvia Padova-Piove di Sacco, nei primi anni a vapore e poi elettrificata nel 1913.

## Amministrazione

### Sindaci dal 1946
| Nominativo                                           | Nominativo                                        | Partito / Coalizione                              | Periodo                                           | Elezione                                          |
| Sindaci eletti dal Consiglio comunale (1946-1995)    | Sindaci eletti dal Consiglio comunale (1946-1995) | Sindaci eletti dal Consiglio comunale (1946-1995) | Sindaci eletti dal Consiglio comunale (1946-1995) | Sindaci eletti dal Consiglio comunale (1946-1995) |
| ---------------------------------------------------- | ------------------------------------------------- | ------------------------------------------------- | ------------------------------------------------- | ------------------------------------------------- |
|                                                      | Ottone Cappellato                                 | Democrazia Cristiana                              | 1946-1960                                         | 1946                                              |
| 1951                                                 | Ottone Cappellato                                 | Democrazia Cristiana                              | 1946-1960                                         |                                                   |
| 1956                                                 | Ottone Cappellato                                 | Democrazia Cristiana                              | 1946-1960                                         |                                                   |
|                                                      | Mario Toson                                       | Democrazia Cristiana                              | 1960-1961                                         | 1960                                              |
|                                                      | Giovanni Bezzon                                   | Democrazia Cristiana                              | 1961-1970                                         | (1960)                                            |
| 1964                                                 | Giovanni Bezzon                                   | Democrazia Cristiana                              | 1961-1970                                         |                                                   |
|                                                      | Ferdinando Callegari                              | Democrazia Cristiana                              | 1970-1974                                         | 1970                                              |
|                                                      | Giulio Righetti                                   | Democrazia Cristiana                              | 1974-1975                                         | (1970)                                            |
|                                                      | Italo Schiavolin                                  | Democrazia Cristiana                              | 1975-1980                                         | 1975                                              |
|                                                      | Mariano Schiavon                                  | Democrazia Cristiana                              | 1980-1995                                         | 1980                                              |
| 1985                                                 | Mariano Schiavon                                  | Democrazia Cristiana                              | 1980-1995                                         |                                                   |
| 1990                                                 | Mariano Schiavon                                  | Democrazia Cristiana                              | 1980-1995                                         |                                                   |
| Sindaci eletti direttamente dai cittadini (dal 1995) |                                                   |                                                   |                                                   |                                                   |
|                                                      | Gaetano Calore                                    | Centro-sinistra                                   | 1995-2004                                         | 1995                                              |
| 1999                                                 | Gaetano Calore                                    | Centro-sinistra                                   | 1995-2004                                         |                                                   |
|                                                      | Giovanni Gasparin                                 | Centro-sinistra                                   | 2004-2009                                         | 2004                                              |
|                                                      | Enrico Rinuncini                                  | Centro-sinistra                                   | 2009-2019                                         | 2009                                              |
|                                                      | Enrico Rinuncini                                  | L.c. Comunità Viva                                | 2009-2019                                         | 2014                                              |
|                                                      | Martino Schiavon                                  | L.c. Comunità Viva                                | 2019-2024                                         | 2019                                              |
|                                                      | Gabriele De Boni                                  | Centro-sinistra                                   | 2024-in carica                                    | 2024                                              |

Ponte San Nicolò è stata governata per tutta la prima repubblica da sindaci appartenenti alla Democrazia Cristiana. Nel novembre 1991 Mariano Schiavon, sindaco dal 1980, dopo la fuoriuscita dell'ala destra del partito dalla maggioranza, ha fatto entrare nella sua compagine anche i rappresentanti del Partito Comunista Italiano e del Partito Socialista. La coalizione di centrosinistra, rinominata Ponte San Nicolò Democratico, ha governato il Comune per 23 anni. Nel 1995 l'elezione del sindaco Gaetano Calore, riconfermato nel 1999. Nel 2004 quella dell'ex-assessore Giovanni Gasparin e nel 2009 di Enrico Rinuncini.
Nel 2014 il sindaco Enrico Rinuncini ha creato la lista civica "Ponte San Nicolò comunità viva", che si è imposta alle elezioni amministrative del 25 maggio 2014 con il 68% dei voti. Nel 2019 la lista "Ponte San Nicolò comunità viva" si impone nuovamente con il 45,99%, con l'elezione del sindaco Martino Schiavon.
Nel 2024 si impone con oltre 3.000 voti il vicesindaco uscente Gabriele De Boni con la lista civica Ponte San Nicolò Riparte appoggiata dall'uscente Associazione Comunità Viva, Partito Democratico e Azione.

### Gemellaggi
- Crest
- Dobra[19]
- Medvode, dal 2024

## Sport
Alcuni sportivi di Ponte San Nicolò hanno ottenuto importanti risultati in campo italiano e internazionale.
Spiccano in particolare i successi olimpici del canottiere Rossano Galtarossa, medaglia d'oro alle Olimpiadi di Sydney 2000, medaglia d'argento alle Olimpiadi di Pechino 2008, medaglia di bronzo alle Olimpiadi di Barcellona 1992 e alle Olimpiadi di Atene 2004 e quarto classificato alle Olimpiadi di Atlanta 1996, e dell'arciere Marco Galiazzo, medaglia d'oro alle Olimpiadi di Atene 2004 e alle Olimpiadi di Londra 2012, medaglia d'argento alle Olimpiadi di Pechino 2008.
Originari del paese sono anche il nazionale di rugby Carlo Salmaso, il pilota di rally Roberto Bauce e gli arbitri Mariano Schiavon, ex assistente di calcio in Serie A, e Paolo Scarso, arbitro di pugilato nazionale F.P.I. 1973, internazionale E.B.U. 1992 e primo arbitro del Triveneto a raggiungere il livello mondiale W.B.C 2002, Medaglia d'oro al valore sportivo C.O.N.I. nel 2003.